# Мирс, Рэй
Раймонд Пол «Рэй» Мирс (англ. Raymond Paul 'Ray' Mears, 7 февраля 1964) — британский путешественник, телевизионный ведущий и писатель, а также эксперт по выживанию в условиях дикой природы.

## Передачи по выживанию
Отличие передач Рэя Мирса от других подобных (например, Выжить любой ценой) в том, что он даёт навыки выживания в конкретной ситуации, не путешествуя из точки А в точку Б. Помимо демонстрации своих навыков выживания, он изучает методы местного населения. Одна из серий передачи «Мир Выживания Рэя Мирса» была снята на территории России в Сибири (3-я серия 1-го сезона «Siberia»), и одна серия «Экстремальное Выживание Рэя Мирса» снята в Белоруссии (1-я серия 3-го сезона «Belarus»).

## Телепередачи
Рей Мирс выпустил несколько циклов передач по выживанию.
- Мир Выживания Рэя Мирса (World of Survival)
- Тропинки дикой природы (Country Tracks)
- Экстремальное Выживание Рэя Мирса (Extreme Survival)
- Подлинные герои Телемарка (The Real Heroes of Telemark)
- Искусство выживания Рэя Мирса (Ray Mears' Bushcraft)
- Природная кухня Рея Мирса (Wild Food)
- Северная пустыня (Northern Wilderness)
- и д.р.

Также, вместе с актёром Юэном Макгрегором, Мирс выпустил фильм «Путешествия, какие не купишь за деньги» (Trips Money Can’t Buy).

## Книги
Рей Мирс выпустил несколько книг по выживанию:
- 1990 — Справочник по выживанию (The Survival Handbook)
- 1992 — Справочник по выживанию на природе (The Outdoor Survival Handbook)
- 1997 — Мир выживания Рея Мирса (Ray Mears' World of Survival)
- 2002 — Бушкрафт (Bushcraft)
- 2003 — Эфирный бушкрафт (Essential Bushcraft)
- 2005 — Выживание по Рею Мирсу (Ray Mears Bushcraft Survival)
- 2007 — Дикая еда по Рею Мирсу и Гордону Хилману (Ray Mears Wild Food)
- 2008 — Рэй Мирс идёт в поход (Ray Mears Goes Walkabout)
- 2008 — Исчезающий Мир — Жизнь в Дикой Природе (Ray Mears Vanishing World)
- 2009 — Ray Mears' Northern Wilderness[4]